# علی‌آباد (خرم‌دشت)
علی‌آباد (خرم‌دشت)، روستایی از توابع بخش کمره شهرستان خمین در استان مرکزی ایران است.

## جمعیت
این روستا در دهستان خرم‌دشت قرار دارد و براساس سرشماری مرکز آمار ایران در سال ۱۳۸۵، جمعیت آن ۲۳۴ نفر (۵۶خانوار) بوده‌است.